# Dendronephthya weberi
Dendronephthya weberi is een zachte koraalsoort uit de familie Nephtheidae. De koraalsoort komt uit het geslacht Dendronephthya. Dendronephthya weberi werd in 1966 voor het eerst wetenschappelijk beschreven door Verseveldt. 